# La Portezuela
La Portezuela är en ort i Mexiko.   Den ligger i kommunen Guadalupe y Calvo och delstaten Chihuahua, i den nordvästra delen av landet, 1 100 km nordväst om huvudstaden Mexico City. La Portezuela ligger 2 245 meter över havet och antalet invånare är 140.
Terrängen runt La Portezuela är kuperad österut, men västerut är den bergig. La Portezuela ligger uppe på en höjd. Runt La Portezuela är det mycket glesbefolkat, med 6 invånare per kvadratkilometer. Närmaste större samhälle är Juntas de Arriba, 14,5 km nordost om La Portezuela. I omgivningarna runt La Portezuela växer huvudsakligen savannskog.